# Coupe d'Angleterre de football 1960-1961
La Coupe d’Angleterre de football 1960-1961 est la 80e édition de la Coupe d’Angleterre de football. Tottenham remporte la troisième coupe de son histoire au détriment de l’équipe de Leicester City sur le score de 2 buts à 0, au cours d’une finale jouée dans l’enceinte du stade de Wembley à Londres.
Navigation
Coupe d'Angleterre 1959-1960 Coupe d'Angleterre 1961-1962

## Calendrier de l'épreuve
| Tour           | Date des premiers matchs | Rencontres | Rencontres | Clubs    |
| Tour           | Date des premiers matchs | Joués      | Rejoués    | Clubs    |
| -------------- | ------------------------ | ---------- | ---------- | -------- |
| Premier tour   | 5 novembre 1960          | 40         | 11         | 124 → 84 |
| Deuxième tour  | 26 novembre 1960         | 20         | 7 + 2      | 84 → 64  |
| Troisième tour | 7 janvier 1961           | 32         | 9 + 2      | 64 → 32  |
| Quatrième tour | 28 janvier 1961          | 16         | 6 + 1      | 32 → 16  |
| Cinquième tour | 18 février 1961          | 8          | 1          | 16 → 8   |
| Sixième tour   | 4 mars 1961              | 4          | 3          | 8 → 4    |
| Demi-finales   | 18 mars 1961             | 2          | 1 + 1      | 4 → 2    |
| Finale         | 6 mai 1961               | 1          | -          | 2 → 1    |

## Quarts de finale
| 4 mars 1961 | Leicester City | 0-0   | Barnsley FC | Filbert Street, Leicester |                      |
|             |                | (0-0) |             | Spectateurs : 38 744      | Spectateurs : 38 744 |
|             | (rapport)      |       |             | Spectateurs : 38 744      | Spectateurs : 38 744 |

| 4 mars 1961 | Sheffield Wednesday FC | 0-0   | Burnley FC |  |
|             |                        | (0-0) |            |  |

| 4 mars 1961 | AFC Sunderland | 1-1   | Tottenham Hotspur | Roker Park, Sunderland |                      |
|             |                | (0-1) |                   | Spectateurs : 61 236   | Spectateurs : 61 236 |
|             | (rapport)      |       |                   | Spectateurs : 61 236   | Spectateurs : 61 236 |

| 4 mars 1961 | Newcastle United | 1-3   | Sheffield United | St James' Park, Newcastle |                      |
|             |                  | (0-3) |                  | Spectateurs : 54 829      | Spectateurs : 54 829 |
|             | (rapport)        |       |                  | Spectateurs : 54 829      | Spectateurs : 54 829 |

### Matchs rejoués
| 8 mars 1961 | Barnsley FC | 1-2   | Leicester City | Oakwell Stadium, Barnsley |                      |
|             |             | (0-0) |                | Spectateurs : 39 250      | Spectateurs : 39 250 |
|             | (rapport)   |       |                | Spectateurs : 39 250      | Spectateurs : 39 250 |

| 7 mars 1961 | Burnley FC | 2-0 | Sheffield Wednesday FC |  |  |
|             |            |     |                        |  |  |

| 8 mars 1961 | Tottenham Hotspur | 5-0   | AFC Sunderland | White Hart Lane, Londres |                      |
|             |                   | (3-0) |                | Spectateurs : 64 797     | Spectateurs : 64 797 |
|             | (rapport)         |       |                | Spectateurs : 64 797     | Spectateurs : 64 797 |

## Demi-finales
| 18 mars 1961 | Leicester City | 0-0   | Sheffield United | Elland Road, Leeds   |                      |
| 16:00        |                | (0-0) |                  | Spectateurs : 52 095 | Spectateurs : 52 095 |

| 18 mars 1961 | Tottenham Hotspur         | 3-0   | Burnley | Villa Park, Birmingham |                      |
| 16:00        | Smith 25e 50e · Jones 89e | (1-0) |         | Spectateurs : 69 968   | Spectateurs : 69 968 |
| 16:00        | (rapport)                 |       |         | Spectateurs : 69 968   | Spectateurs : 69 968 |

### Matchs rejoués
| 23 mars 1961 | Sheffield United | 0-0 (a. p) | Leicester City | City Ground, Nottingham |                      |
| 20:45        |                  | (0-0)      |                | Spectateurs : 43 500    | Spectateurs : 43 500 |

| 27 mars 1961 | Leicester City       | 2-0   | Sheffield United | St Andrew's, Birmingham |                      |
| 20:15        | Walsh 47e · Leek 58e | (0-0) |                  | Spectateurs : 37 190    | Spectateurs : 37 190 |
| 20:15        | (rapport)            |       |                  | Spectateurs : 37 190    | Spectateurs : 37 190 |

## Finale
| Titulaires : |  |
| |  |
| 1 Bill Brown 2 Peter Baker 3 Ron Henry 4 Danny Blanchflower (c) 5 Maurice Norman 6 Dave Mackay 7 Cliff Jones 8 John White 9 Bobby Smith 10 Les Allen 11 Terry Dyson |  |
| Entraîneur : |  |
| Bill Nicholson |  |

| Titulaires : |  |
| |  |
| 1 Gordon Banks 2 Len Chalmers 3 Richie Norman 4 Frank McLintock 5 Ian King 6 Colin Appleton 7 Howard Riley 8 Jimmy Walsh (c) 9 Hughie McIlmoyle 10 Ken Keyworth 11 Albert Cheesebrough |  |
| Entraîneur : |  |
| Matt Gillies |  |

| Titulaires : |  |
| |  |
| 1 Bill Brown 2 Peter Baker 3 Ron Henry 4 Danny Blanchflower (c) 5 Maurice Norman 6 Dave Mackay 7 Cliff Jones 8 John White 9 Bobby Smith 10 Les Allen 11 Terry Dyson |  |
| Entraîneur : |  |
| Bill Nicholson |  |

| Titulaires : |  |
| |  |
| 1 Gordon Banks 2 Len Chalmers 3 Richie Norman 4 Frank McLintock 5 Ian King 6 Colin Appleton 7 Howard Riley 8 Jimmy Walsh (c) 9 Hughie McIlmoyle 10 Ken Keyworth 11 Albert Cheesebrough |  |
| Entraîneur : |  |
| Matt Gillies |  |